# Carpophthoromyia vittata
Carpophthoromyia vittata är en tvåvingeart som först beskrevs av Fabricius 1794.  Carpophthoromyia vittata ingår i släktet Carpophthoromyia och familjen borrflugor. Inga underarter finns listade.